# Kang Soo-youn
Kang Soo-youn (auch als Kang Soo-yeon und Kang Su-yeon romanisiert; * 18. August 1966 in Seoul; † 7. Mai 2022 ebenda) war eine südkoreanische Schauspielerin.

## Leben
Kang Soo-yeon trat zum ersten Mal als Kinderdarstellerin im Jahr 1971 auf. Sie graduierte an der Korea-Universität in Seoul.
Sie wurde 1987 für das Filmdrama Die Leihmutter von Im Kwon-taek bei den Filmfestspielen von Venedig als erste Koreanerin mit dem Preis für die Beste Schauspielerin ausgezeichnet. Sie avancierte dabei mit dem Part der Oknyo zu einem der international bekanntesten koreanischen Filmstars. Ein Jahr später wurde sie auf dem Internationalen Filmfestival Moskau als beste Darstellerin für ihre Rolle in Der Pfad der Erleuchtung ausgezeichnet.
Für Aje aje bara aje (Der Pfad der Erleuchtung), ebenfalls von Regisseur Im, wurde sie als beste weibliche Hauptrolle beim 27. Daejong-Filmpreis (Seoul, 1989) sowie als beste Darstellerin beim Filmfestival von Moskau 1989 ausgezeichnet.
Kang Soo-yeon starb am 7. Mai 2022 im Alter von 55 Jahren an einer Hirnblutung. Zwei Tage zuvor wurde sie nach einem Herzstillstand in ein Krankenhaus gebracht. Ihr letzter Film, Yeon Sang-hos Netflix-Film JUNG E: Gedächtnis des Krieges, wurde nach ihrem Tod veröffentlicht. Die Dreharbeiten waren vor ihrem Tod komplett abgeschlossen.

## Filmografie
- 1977: Byeol 3 hyeongje (3 Stars)
- 1978: Bidulgiui habchang (Chorus of Doves)
- 1978: Seulpeumeun ije geuman (No More Sorrow)
- 1979: Haneulnaraeseo on pyeonji (A Letter from Heaven)
- 1982: Ggaesugeumgwa okdeolme (Two Tomboys)
- 1985: Golae sanyang 2 (Whale Hunter 2)
- 1987: Sibaji (The Surrogate Woman, Die Leihmutter)
- 1987: Dyonhwa
- 1987: Yeonsangon (King Yeonsan)
- 1988: Miri, Mari, Uri, Duri
- 1988: Eob
- 1989: Aje aje bara aje (Come Come Come Upward, Der Pfad der Erleuchtung)
- 1989: Geuhurodo olaetdongan (Long After That)
- 1990: Churakhaneun geosheun nalgaega itda (All That Falls Has Wings)
- 1991: Berlin Report
- 1991: Gyeongmajang ganeun kil (The Road to the Racetrack)
- 1992: Geudaneanui blue (The Blue in You)
- 1993: Western Avenue
- 1993: Geu yeoja, geu namja (That Woman, That Man)
- 1994: Jangmiui nanal (Days of Roses)
- 1996: Jidokhan sarang (Their Last Love)
- 1997: Blackjack
- 1997: Gipeun seulpeum (Deep Sorrow)
- 1998: Chunyudleui jeonyuksiksah (Girls’ Night Out)
- 1999: Songeo (Rainbow Trout)
- 2003: The Circle
- 2006: Hanbando
- 2023: Jung_E